# Callibotys
Callibotys là một chi bướm đêm thuộc họ Crambidae.